# Nickelodeon (pel·lícula)
Nickelodeon és una pel·lícula dels Estats Units dirigida per Peter Bogdanovich estrenada el 1976. Ha estat doblada al català.

## Argument
Una història sobre els orígens del cinema. El 1910, neix un nou espectacle que assoleix una gran popularitat: el Nickelodeon, anomenat així perquè la gent pagava un nickel (cinc centaus) per l'entrada. En un local improvisat es projectava una pel·lícula muda, amb cartells explicatius i un piano en directe per realçar les escenes. Joves de diversa procedència i diferents professions, entren a formar part d'aquest excitant món, disposats a qualsevol cosa amb tal d'assolir l'èxit.

## Repartiment
- Ryan O'Neal: Leo Harrigan
- Burt Reynolds: Buck Greenway
- Tatum O'Neal: Alice Forsyte
- Brian Keith: H.H. Cobb
- Stella Stevens: Marty Reeves
- John Ritter: Franklin Frank
- Jane Hitchcock: Kathleen Cooke
- Tamar Cooper: Edna Mae Gilhooley
- Mathew Anden: Hecky
- Lorenzo Music: Mullins
- Miriam Byrd Nethery: tia Lula